# Sophia Ali
Sophia Taylor Ramseyer Ali, född 7 november 1995 i San Diego i Kalifornien, är en amerikansk skådespelerska. Hon är mest känd för sina insatser i TV-serierna Faking It (MTV), Grey's Anatomy (ABC) och The Wilds (Amazon Prime Video).

## Biografi
Sophia Ali föddes som dotter till en pakistansk far och en europeisk-amerikansk mor. Trots att många av hennes familjemedlemmar utövar den islamska tron, har hennes föräldrar aldrig valt att "knuffa henne" mot någon religion.
Sophia Ali har tidigare varit aktiv som dansare, fram tills hon var sexton år gammal. Hon ägnar sig även åt bland annat akvarellmålning, samt att spraya med graffiti på möbler. Hon har tatuerat sig ett flertal gånger.

## Karriär
År 2003 gjorde Sophia Ali debut som barnskådespelare, då hon medverkade i TV-serien K Street. Hon har därefter medverkat i flera andra filmer och TV-program, såsom Faking It, Shake It Up, CSI: Miami, Missionary Man och Famous in Love.
År 2017 fick Sophia Ali en återkommande roll som Dr. Dahlia Qadri i ABC:s sjukhusdrama Grey's Anatomy. Senare under år 2018 medverkade hon i rollen som Penelope i den Blumhouseproducerade thrillerfilmen Truth or Dare. Mellan åren 2020 och 2022 spelade hon dessutom rollen Fatin Jadmani i TV-serien The Wilds, för att sedan ta sig an rollen som Chloe Frazer i filmen Uncharted.

## Filmografi (i urval)

### Filmer
- 2007 – Missionary Man
- 2016 – Everybody Wants Some!!
- 2018 – Truth or Dare
- 2022 – Uncharted

### TV-serier
- 2006 – Barney och vänner (TV-serie)
- 2010 – Shake It Up (TV-serie)
- 2011 – CSI: Miami (TV-serie)
- 2012 – Melissa & Joey (TV-serie)
- 2014 – Tyrant (TV-serie)
- 2016 – Faking It (TV-serie)
- 2017 – The Mindy Project (TV-serie)
- 2017–2019 – Grey's Anatomy (TV-serie)
- 2018 – The Mick (TV-serie)
- 2018 – Famous In Love (TV-serie)
- 2020–2022 – The Wilds (TV-serie)
- 2024 – Chicago Med (TV-serie)

### Musikvideos
- 2018 – "Honest" (Drake Bell)
- 2019 – "Not Ok" (Kygo och Chelsea Cutler)